# Charles Braibant
Charles Braibant (ur. 31 marca 1889 w Villemomble, zm. 23 kwietnia 1976 w Paryżu) – francuski pisarz i archiwista. W 1933 r. za swą powieść Le roi dort otrzymał Nagrodę Renaudot. W latach 1945–1959 był dyrektorem Archiwum Narodowego Francji. 